# Metsaküla (Hiiumaa)
Metsaküla (Duits: Metsa) is een plaats in de Estlandse gemeente Hiiumaa in de gelijknamige provincie. De plaats heeft de status van dorp (Estisch: küla).
Het dorp lag tot in oktober 2013 in de gemeente Kõrgessaare, daarna lag het tot in oktober 2017 in de gemeente Hiiu en sindsdien in de fusiegemeente Hiiumaa, die het hele eiland Hiiumaa omvat.
De plaatsnaam betekent ‘bosdorp’.

## Bevolking
Het dorp had 3 inwoners op 31 december 2011 en ook 3 inwoners op 31 december 2021.

## Geschiedenis
Metsaküla werd voor het eerst genoemd in 1725 of 1726 onder de naam Metza Jack, een boerderij op het landgoed van Lauk (Lauka). In 1798 was de plaats als Metsakülla een dorp geworden. In de jaren 1977-1997 viel Metsaküla onder het buurdorp Kurisu.